# Upper Winchendon
Upper Winchendon är en civil parish i Storbritannien.   Den ligger i kommunen Buckinghamshire och riksdelen England, i den södra delen av landet, 60 km nordväst om huvudstaden London.